# Bela Lugosi’s Dead
Bela Lugosi’s Dead ist ein Lied der englischen Gruppe Bauhaus aus dem Jahr 1979. Es wird dem Gothic Rock (auch Dark Wave) zugerechnet und gilt als erstes Lied dieser Stilrichtung. Es lassen sich Einflüsse aus Glamrock, Reggae und Dub feststellen. Als Autoren des Stücks gelten die Bauhaus-Musiker David Haskins, Kevin Haskins, Peter Murphy und Daniel Ash.

## Hintergrund
Das Lied wurde am 26. Januar 1979 in den Beck Studios in Wellingborough aufgenommen und im August des gleichen Jahres auf dem Label Small Wonder Records als erste Single der Gruppe veröffentlicht. Es ist über neun Minuten lang und wurde live in einem Take eingespielt. Das Stück war mit 131 Wochen eines der am längsten in den britischen Independent Charts verweilenden Lieder der 1980er Jahre.
Der namensgebende Bela Lugosi war ein Schauspieler, der 1931 als Dracula-Darsteller berühmt wurde. 

## Verwendung in Film und Fernsehen
- In dem Vampirfilm Begierde von 1983 spielt Bauhaus selbst dieses Lied in der Anfangsszene in einer Disko.
- Zu Beginn der Komödie Der Glücksbringer von 2007 wird das Stück gespielt.
- In je einer Folge der Fernsehserien Fringe – Grenzfälle des FBI (Folge Midnight), Smallville (Staffel 5, Folge Thirst) und Supernatural (Staffel 6, Folge 5: Live Free or Twihard) wird das Stück verwendet – in allen Folgen geht es um Vampire.
- Im Polizeiruf 110: Heilig sollt ihr sein! von 2020 ist das Lied zweimal zu hören
- In Moon Knight (Staffel 1, Folge 2: Beschwöre den Anzug) wird das Lied bei dem Pförtner des Lagerhauses im Radio gespielt.
- In der Netflix-Serie Matrjoschka (Staffel 2, Folge 1) ist das Lied in einer U-Bahnszene zu hören.
- In der Netflix-Serie Lockwood & Co. (Staffel 1, Folge 1) untermalt das Lied die Ausbildungsszene von Lucy Carlyle.

## Coverversionen
- Spook and Ghouls: Psychobilly-Version auf dem Album Whitechapel Murders aus dem Jahr 1988
- The Electric Hellfire Club: Cover auf dem Bauhaus-Tributalbum The Passion of Covers - A Tribute to Bauhaus aus dem Jahr 1996[4]
- Opera IX: Dark-Metal-Version auf dem Album The Black Opera (Symphoniae mysteriorum in laudem tenebrarum) aus dem Jahr 2000
- Sepultura: auf der Bonus-CD vom Album Nation aus dem Jahr 2001
- Ulli Brenner: Techno-Version Jay Harker „Bela Lugosi’s Dead“ aus dem Jahr 2002
- Nouvelle Vague auf dem Album Bande à part aus dem Jahr 2006
- The Deafness: Cyberpunk-Version aus dem Jahr 2006
- Dead Brothers auf dem Album The 5th Sin-Phonie aus dem Jahr 2010[5]
- Chvrches: auf dem Soundtrack zum Film (2014) nach der Buchreihe Vampire Academy
- Dead Cross: auf dem selbstbetitelten Debütalbum von 2017